# Andrea Biondi
Andrea Biondi (Genova, 26 settembre 1965) è un ex pallanuotista e dirigente sportivo italiano.

## Biografia
Andrea Biondi, nipote del politico italiano Alfredo Biondi, è un ex giocatore di pallanuoto con il ruolo di centrovasca, oggi presidente della Associazione Sportiva Dilettantistica Crocera Stadium.

## Carriera sportiva
Ha giocato tutta la carriera con lo Sporting Club Quinto, vincendo due medaglie d'argento nel Campionato italiano di pallanuoto categoria Juniores, ed è stato protagonista assoluto della storica promozione dalla serie C alla B dello Sporting Club Quinto nella stagione 1984 - 1985.
Dopo un lungo periodo di inattività (quasi dieci anni) è il Foltzer Nuoto a fare carte false per averlo tra le proprie file. La società genovese vi riesce nel 2001, stesso anno in cui la formazione allenata da Aurelio Amorevole raggiunge il primo posto nel torneo e viene promossa dalla serie C alla B. Il 2001, poi, coincide con l'anno del suo ritiro.
Nel 2003 è eletto Presidente della Associazione Sportiva Dilettantistica Crocera Stadium e nel 2010 viene eletto Consigliere del Comitato Regionale Ligure della FIN.